# Mihailo Dinić
Mihailo Dinić (srbsko Михаило Динић), srbski zgodovinar, *23. april 1899, Lučica — 12. maj 1970, Beograd. 
Dinić je bil profesor na Filozofski fakulteti v Beogradu. 

## Dela
- Stanak, prilog izučavanju staleškog uređenja u Bosni
- Humsko-trebinjska vlastela
- O Nikoli Altomanoviću
- Za istoriju rudarstva Srbije i Bosne